# Alan Ferrari
Alan Ferrari (Pavia, 14 febbraio 1975) è un politico italiano, senatore della Repubblica per il Partito Democratico dal 2018 al 2022.

## Biografia
Nasce a Pavia il 14 febbraio 1975, ma vive a Giussago.
Ha svolto come ingegnere civile funzioni di programmazione, progettazione e direzione lavori presso il settore di Edilizia Residenziale Pubblica del Comune di Milano; poi dal 2007 fino al 2010 è stato direttore di AISLO, Associazione Italiana di Sviluppo Locale.
Appassionato di sviluppo locale, è diventato nel corso degli anni 2000 allievo del professor Luca Meldolesi, con il quale approfondisce tuttora la conoscenza e lo studio dei temi legati al federalismo, all'Europa e alla pubblica amministrazione, seguendo con particolare interesse gli insegnamenti di Albert Hirschman ed Eugenio Colorni.

### Attività politica
È stato assessore alle politiche sociali del comune di Giussago dal 2000 al 2010, per poi essere rieletto in consiglio comunale, dove ha assunto la carica di capogruppo di maggioranza fino alla sua elezione in parlamento.
Sul piano politico ha ricoperto la carica di segretario provinciale del partito democratico della federazione di Pavia dal 2009 al 2013, e prima diversi ruoli dirigenziali nel PDS, poi DS, occupandosi in particolare del coordinamento del dipartimento Lavoro.
Ha partecipato alle primarie per l'indicazione dei parlamentari, indette il 29 dicembre 2012, risultando largamente il primo degli eletti.

#### Elezione a deputato
Alle elezioni politiche del 2013 viene eletto alla Camera dei Deputati, nelle liste del Partito Democratico nella circoscrizione Lombardia 3.
Membro della commissione Affari costituzionali, della presidenza del Consiglio e degli Interni, si è occupato nel corso della XVII legislatura di diversi progetti di legge, anche con il ruolo di relatore, come la riforma della pubblica amministrazione, la riforma costituzionale e le leggi elettorali vagliate dal parlamento.
Dal 2015 è promotore e organizzatore di Demo, laboratorio di democrazia partecipata, che nell'autunno di ogni anno raccoglie a Pavia circa 500 persone, tra cui diversi politici, studiosi e manager da tutta Italia, per riflettere sulle potenzialità dei territori, in una logica di "Small valley", e le loro potenzialità nel mondo globale.

#### Elezione a senatore
Alle elezioni politiche del 2018 viene eletto senatore, nelle liste del Partito Democratico nella circoscrizione Lombardia.
È membro della V commissione permanente (Bilancio). 
Dal 2018 al 2021 ha ricoperto l'incarico di Segretario d'Aula e da marzo 2021 è Vice-Capogruppo vicario del gruppo dei Senatori del Partito Democratico.
Dal 2021 coordina il progetto dei senatori del gruppo del Partito Democratico "Avvicina", l'indagine conoscitiva nei territori italiani impegnati nella realizzazione del PNRR le cui tappe principali si sono tenute a Pescara, Venezia, Lauria (PZ), Napoli, Genova, Lucca, Ravenna, Cagliari.
Alle elezioni politiche anticipate del 2022 viene candidato alla Camera in terza posizione nel collegio plurinominale Lombardia 4 - 01 ma non viene rieletto.